# M/F Jacob Hardeshøj
 Der er for få eller ingen kildehenvisninger i denne artikel, hvilket er et problem. Du kan hjælpe ved at angive troværdige kilder til de påstande, som fremføres i artiklen.

M/F Jacob Hardeshøj var en dansk færge, der senest sejlede overfarten Hardeshøj-Ballebro. Den blev bygget i 1954 og indsat på overfarten Svendborg-Vindeby som den sidste træfærge bygget til denne overfart, med navnet M/F Fritz Juel. Efter at Svendborgsundbroen havde erstattet Vindebyfærgerne i 1969, blev den solgt til Færøerne, hvor den sejlede på overfarten Selatrað-Hósvík- Oyri  under navnet Sundaferjan. I 1976 blev færgen solgt til Hardeshøj-Ballebro Færgefart og indsat på ruten her. Her sejlede den indtil 2001, da den blev afløst af M/F Bitten Clausen.
M/F Jacob Hardeshøj er nu erklæret bevaringsværdig, men er solgt og ombygget til brug som husbåd. 2013 købte Thomas Blachman husbåden som hjemsted for sit firma. Den 350 kvadratmeter store husbåd har kajplads på Holmen . 

## Tidligere navne og færgens historie
- Fritz Juel (1954-1969) - Svendborg - Vindeby overfarten. Sejladsen indstillet 18/11 1966 med indvielsen af Svendborgsundbroen.
- Sundferjan (1969-1976) - Solgt til Partsrederiet Sundaferjan (J.E. Jacobsen), Oyribakki, Færøerne. Omdøbt til ”Sundaferjan”. I fart mellem Selatrað, Eysturoy og Hósvík, Streymoy med afstikkere til Oyri.
- Jacob-Sundeved (1976-1977) - Nord-Als Færgefart. Solgt til Nord-Als Færgefart A/S, Aabenraa. Omdøbt til ”Jacob Hardeshøj”. Ombygget / renoveret ved J. Ring Andersens Skibsværft, Svendborg.
- Jacob Hardeshøj (1977-1987) - Nord-Als Færgefart. I fart 23/9 1977 Ballebro – Hardeshøj.
- Jacob Hardeshøj (1987-2001) - Hardeshøj-Ballebro Færgefart.  Fra 1/1 1988 overført til  det nystiftede Driftselskabet Jacob Nordals A.m.b.A., mens endnu et nyt selskab - Hardeshøj – Ballebro Færgefart - står for vedligeholdelse af færgen  og   færgelejer. Begge selskaber ejet 100% af Sønderjyllands amt og Nordborg og Sundeved kommuner. Sejler sidste tur 16/6 2001
- Afsejler 24/6 2001 fra Ballebro til Svendborg, hvor den ved J. Ring Andersens Skibsværft blev overtaget af sin nye ejer arkitekt Nils Jeppe Hansen og omdøbes til "Fritz Juel".
- 2004 ombygges færgen til husbåd ved kajen i Kastrup havn, herefter fortøjet ud for udenrigsministeriet i Københavns havn.
- 2013 solgt den 1/9 til Thomas Blachman, Frederiksberg. Navn uændret.